# 2000-es afrikai nemzetek kupája
2000-ben került megrendezésre a 22. afrikai nemzetek kupája. A házigazda először a sorozat történetében két ország, Ghána és Nigéria volt, a viadalnak négy város  adott otthont. A végső győzelmet Kamerun válogatottja szerezte meg, az együttes a döntőben Nigéria csapatát múlta felül 90+30 perces játékidő 2-2-es döntetlenét követően tizenegyes-párbajban 4-3 arányban.

## Helyszínek
| Ország  | Város  | Stadion             | Befogadóképesség |
| ------- | ------ | ------------------- | ---------------- |
| Nigéria | Lagos  | Nemzeti Stadion     | 55 000           |
| Ghána   | Kumasi | Kumasi Stadion      | 51 500           |
| Ghána   | Accra  | Accra Stadion       | 35 000           |
| Nigéria | Kano   | Sani Abacha Stadion | 25 000           |

## Selejtezők
Az Afrikai Labdarúgó-szövetség 43 tagja nevezett a kontinensviadalra. Az első körben a 32 gyengébb világranglista-helyezésű csapatot sorsolták ki egymás ellen, a továbbjutó 16 együtteshez csatlakoztak a kiemelt válogatottak. A 28 válogatottat hét négyes csoportba sorsolták, mindegyik csoport első helyezettje jutott ki a kontinensviadalra, ahova automatikusan kvalifikálta magát a házigazda Ghána és Nigéria valamint a címvédő, Egyiptom. A selejtező csoportok második helyezettjei közül, a jobb eredményeket elérő öt csapat ugyancsak részt vehetett a tornán, a többiek pótselejtezőn küzdöttek a fennmaradó egy helyért.

## Részt vevő csapatok
| - Algéria - Burkina Faso - Dél-afrikai Köztársaság - Egyiptom (címvédő) - Elefántcsontpart - Gabon - Ghána (házigazda) - Kamerun | - Kongói DK - Kongó - Marokkó - Nigéria (házigazda) - Szenegál - Togo - Tunézia - Zambia |  |

## Játékvezetők
| Afrika - Coffi Codjia - Petros Mathabela - Gamál al-Gandúr - Tessema Hailemalak - Pierre Mounguegui - Alex Quartey - Abd el-Hakím Selmáni - Abderrahim al-Arjoune - Olufunmi Olaniyan - Falla Ndoye - Isaak Abdulkadir | Afrika (folyt.) - Mourad Daami - Felix Tangawarima - Manuel Duarte Európa - Alain Sars Ázsia - Ali Bujsaim |

## Eredmények

### Csoportkör

#### A csoport
| Csapat           | M | Gy | D | V | Rg | Kg | Gk | P |
| ---------------- | - | -- | - | - | -- | -- | -- | - |
| Kamerun          | 3 | 1  | 1 | 1 | 4  | 2  | +2 | 4 |
| Ghána            | 3 | 1  | 1 | 1 | 3  | 3  | 0  | 4 |
| Elefántcsontpart | 3 | 1  | 1 | 1 | 3  | 4  | -1 | 4 |
| Togo             | 3 | 1  | 1 | 1 | 2  | 3  | -1 | 4 |

| 2000. január 22. 16:00 | Ghána    | 1 – 1   | Kamerun | Accra Stadion, Accra Nézőszám: 45 000 Játékvezető: Ali Bujsaim (Arab Emirátusok) |
| 2000. január 22. 16:00 | Ayew 57' | (0 – 1) | Foé 19' | Accra Stadion, Accra Nézőszám: 45 000 Játékvezető: Ali Bujsaim (Arab Emirátusok) |

| 2000. január 24. 16:00 | Elefántcsontpart    | 1 – 1   | Togo       | Accra Stadion, Accra Nézőszám: 13 000 Játékvezető: Tessema Hailemalak (Etiópia) |
| 2000. január 24. 16:00 | Guel 38' (11-esből) | (1 – 1) | Ouadja 19' | Accra Stadion, Accra Nézőszám: 13 000 Játékvezető: Tessema Hailemalak (Etiópia) |

| 2000. január 27. 16:00 | Ghána             | 2 – 0   | Togo | Accra Stadion, Accra Nézőszám: 30 000 Játékvezető: Abderrahim al-Arjoune (Marokkó) |
| 2000. január 27. 16:00 | Ayew 28' Addo 37' | (2 – 0) |      | Accra Stadion, Accra Nézőszám: 30 000 Játékvezető: Abderrahim al-Arjoune (Marokkó) |

| 2000. január 28. 19:45 | Kamerun                       | 3 – 0   | Elefántcsontpart | Accra Stadion, Accra Nézőszám: 5 000 Játékvezető: Mourad Daami (Tunézia) |
| 2000. január 28. 19:45 | Kalla 29' Eto'o 45' Mboma 90' | (2 – 0) |                  | Accra Stadion, Accra Nézőszám: 5 000 Játékvezető: Mourad Daami (Tunézia) |

| 2000. január 31. 16:00 | Ghána | 0 – 2   | Elefántcsontpart  | Accra Stadion, Accra Nézőszám: 40 000 Játékvezető: Gamal Al-Ghandour (Egyiptom) |
| 2000. január 31. 16:00 |       | (0 – 1) | Kalou 45' Sie 84' | Accra Stadion, Accra Nézőszám: 40 000 Játékvezető: Gamal Al-Ghandour (Egyiptom) |

| 2000. január 31. 16:00 | Kamerun | 0 – 1   | Togo         | Kumasi Stadion, Kumasi Nézőszám: 2 000 Játékvezető: Olufunmi Olaniyan (Nigéria) |
| 2000. január 31. 16:00 |         | (0 – 1) | Tchangai 18' | Kumasi Stadion, Kumasi Nézőszám: 2 000 Játékvezető: Olufunmi Olaniyan (Nigéria) |

#### B csoport
| Csapat                  | M | Gy | D | V | Rg | Kg | Gk | P |
| ----------------------- | - | -- | - | - | -- | -- | -- | - |
| Dél-afrikai Köztársaság | 3 | 2  | 1 | 0 | 5  | 2  | +3 | 7 |
| Algéria                 | 3 | 1  | 2 | 0 | 4  | 2  | +2 | 5 |
| Kongói DK               | 3 | 0  | 2 | 1 | 0  | 1  | -1 | 2 |
| Gabon                   | 3 | 0  | 1 | 2 | 2  | 6  | -4 | 1 |

| 2000. január 23. 19:45 | Dél-afrikai Köztársaság    | 3 – 1   | Gabon      | Kumasi Stadion, Kumasi Nézőszám: 20 000 Játékvezető: Gamál al-Gandúr (Egyiptom) |
| 2000. január 23. 19:45 | Ngobe 43' Bartlett 55' 78' | (1 – 1) | Nzigou 21' | Kumasi Stadion, Kumasi Nézőszám: 20 000 Játékvezető: Gamál al-Gandúr (Egyiptom) |

| 2000. január 24. 19:45 | Kongói DK | 0 – 0 | Algéria | Kumasi Stadion, Kumasi Nézőszám: 7 000 Játékvezető: Manuel Duarte (Zöld-foki Köztársaság) |
| 2000. január 24. 19:45 | (0 – 0)   |       |         | Kumasi Stadion, Kumasi Nézőszám: 7 000 Játékvezető: Manuel Duarte (Zöld-foki Köztársaság) |

| 2000. január 27. 19:45 | Dél-afrikai Köztársaság | 1 – 0   | Kongói DK | Kumasi Stadion, Kumasi Nézőszám: 3 500 Játékvezető: Olufunmi Olaniyan (Nigéria) |
| 2000. január 27. 19:45 | Bartlett 44'            | (1 – 0) |           | Kumasi Stadion, Kumasi Nézőszám: 3 500 Játékvezető: Olufunmi Olaniyan (Nigéria) |

| 2000. január 29. 19:45 | Algéria                          | 3 – 1   | Gabon           | Kumasi Stadion, Kumasi Nézőszám: 5 000 Játékvezető: Isaak Abdulkadir (Tanzánia) |
| 2000. január 29. 19:45 | Gázi 12' Tászfáút 41' Dzíri 90+' | (2 – 0) | Mbanangoye 90+' | Kumasi Stadion, Kumasi Nézőszám: 5 000 Játékvezető: Isaak Abdulkadir (Tanzánia) |

| 2000. február 2. 16:00 | Dél-afrikai Köztársaság | 1 – 1   | Algéria       | Kumasi Stadion, Kumasi Nézőszám: 2 000 Játékvezető: Tessema Hailemalak (Etiópia) |
| 2000. február 2. 16:00 | Bartlett 2'             | (1 – 0) | Moussouni 53' | Kumasi Stadion, Kumasi Nézőszám: 2 000 Játékvezető: Tessema Hailemalak (Etiópia) |

| 2000. február 2. 16:00 | Kongói DK | 0 – 0 | Gabon | Accra Stadion, Accra Nézőszám: 2 000 Játékvezető: Abd er-Rahím al-Ardzsúne (Marokkó) |
| 2000. február 2. 16:00 | (0 – 0)   |       |       | Accra Stadion, Accra Nézőszám: 2 000 Játékvezető: Abd er-Rahím al-Ardzsúne (Marokkó) |

#### C csoport
| Csapat       | M | Gy | D | V | Rg | Kg | Gk | P |
| ------------ | - | -- | - | - | -- | -- | -- | - |
| Egyiptom     | 3 | 3  | 0 | 0 | 7  | 2  | +5 | 9 |
| Szenegál     | 3 | 1  | 1 | 1 | 5  | 4  | +1 | 4 |
| Zambia       | 3 | 0  | 2 | 1 | 3  | 5  | -2 | 2 |
| Burkina Faso | 3 | 0  | 1 | 2 | 4  | 8  | -4 | 1 |

| 2000. január 23. 18:30 | Egyiptom              | 2 – 0   | Zambia | Sani Abacha Stadion, Kano Nézőszám: 18 000 Játékvezető: Coffi Codjia (Benin) |
| 2000. január 23. 18:30 | Radván 37' Haszan 50' | (1 – 0) |        | Sani Abacha Stadion, Kano Nézőszám: 18 000 Játékvezető: Coffi Codjia (Benin) |

| 2000. január 25. 17:00 | Burkina Faso | 1 – 3   | Szenegál                      | Sani Abacha Stadion, Kano Nézőszám: 12 000 Játékvezető: Abd el-Hakím Selmáni (Líbia) |
| 2000. január 25. 17:00 | Sanou 65'    | (0 – 2) | Camara 4' Sarr 45+' Keita 86' | Sani Abacha Stadion, Kano Nézőszám: 12 000 Játékvezető: Abd el-Hakím Selmáni (Líbia) |

| 2000. január 28. 18:30 | Egyiptom   | 1 – 0   | Szenegál | Sani Abacha Stadion, Kano Nézőszám: 30 000 Játékvezető: Petros Mathabela (Dél-afrikai Közt.) |
| 2000. január 28. 18:30 | Haszan 39' | (1 – 0) |          | Sani Abacha Stadion, Kano Nézőszám: 30 000 Játékvezető: Petros Mathabela (Dél-afrikai Közt.) |

| 2000. január 29. 18:30 | Zambia   | 1 – 1   | Burkina Faso  | Sani Abacha Stadion, Kano Nézőszám: 5 000 Játékvezető: Abd el-Hakím Selmáni (Líbia) |
| 2000. január 29. 18:30 | Lota 16' | (1 – 0) | Ouédraogo 90' | Sani Abacha Stadion, Kano Nézőszám: 5 000 Játékvezető: Abd el-Hakím Selmáni (Líbia) |

| 2000. február 2. 17:00 | Egyiptom                                                  | 4 – 2   | Burkina Faso         | Sani Abacha Stadion, Kano Nézőszám: 17 000 Játékvezető: Pierre Mounguegui (Gabon) |
| 2000. február 2. 17:00 | Szaláh Hoszni 30' Haszan 75' (11-esből) Ramzi 85' Ali 90' | (1 – 2) | Koudou 10' Sanou 24' | Sani Abacha Stadion, Kano Nézőszám: 17 000 Játékvezető: Pierre Mounguegui (Gabon) |

| 2000. február 2. 17:00 | Zambia                             | 2 – 2   | Szenegál             | Lagosi Nemzeti Stadion, Lagos Nézőszám: 2 000 Játékvezető: Alex Quartey (Ghána) |
| 2000. február 2. 17:00 | Chilembi 52' Bwalya 67' (11-esből) | (0 – 0) | Camara 47' Mbaye 80' | Lagosi Nemzeti Stadion, Lagos Nézőszám: 2 000 Játékvezető: Alex Quartey (Ghána) |

#### D csoport
| Csapat  | M | Gy | D | V | Rg | Kg | Gk | P |
| ------- | - | -- | - | - | -- | -- | -- | - |
| Nigéria | 3 | 2  | 1 | 0 | 6  | 2  | +4 | 7 |
| Tunézia | 3 | 1  | 1 | 1 | 3  | 4  | -1 | 4 |
| Marokkó | 3 | 1  | 1 | 1 | 1  | 2  | -1 | 4 |
| Kongó   | 3 | 0  | 1 | 2 | 0  | 2  | -2 | 1 |

| 2000. január 23. 16:00 | Nigéria                       | 4 – 3   | Tunézia                | Nemzeti Stadion, Lagos Nézőszám: 80 000 Játékvezető: Alain Sars (Franciaország) |
| 2000. január 23. 16:00 | Okocha 28' 58' Ikpeba 71' 77' | (1 – 0) | Azaiez 49' Sellimi 90' | Nemzeti Stadion, Lagos Nézőszám: 80 000 Játékvezető: Alain Sars (Franciaország) |

| 2000. január 25. 19:30 | Marokkó    | 1 – 0   | Kongó | Nemzeti Stadion, Lagos Nézőszám: 8 000 Játékvezető: Alex Quartey (Ghána) |
| 2000. január 25. 19:30 | Bassir 85' | (0 – 0) |       | Nemzeti Stadion, Lagos Nézőszám: 8 000 Játékvezető: Alex Quartey (Ghána) |

| 2000. január 28. 16:00 | Nigéria | 0 – 0 | Kongó | Nemzeti Stadion, Lagos Nézőszám: 60 000 Játékvezető: Felix Tangawarima (Zimbabwe) |
| 2000. január 28. 16:00 | (0 – 0) |       |       | Nemzeti Stadion, Lagos Nézőszám: 60 000 Játékvezető: Felix Tangawarima (Zimbabwe) |

| 2000. január 29. 16:00 | Tunézia | 0 – 0 | Marokkó | Nemzeti Stadion, Lagos Nézőszám: 5 000 Játékvezető: Falla Ndoye (Szenegál) |
| 2000. január 29. 16:00 | (0 – 0) |       |         | Nemzeti Stadion, Lagos Nézőszám: 5 000 Játékvezető: Falla Ndoye (Szenegál) |

| 2000. február 3. 17:00 | Nigéria                 | 2 – 0   | Marokkó | Nemzeti Stadion, Lagos Nézőszám: 40 000 Játékvezető: Coffi Codjia (Benin) |
| 2000. február 3. 17:00 | George 28' Aghahowa 81' | (1 – 0) |         | Nemzeti Stadion, Lagos Nézőszám: 40 000 Játékvezető: Coffi Codjia (Benin) |

| 2000. február 3. 17:00 | Tunézia   | 1 – 0   | Kongó | Sani Abacha Stadion, Kano Nézőszám: 12 000 Játékvezető: Ali Bujsaim (Arab Emirátusok) |
| 2000. február 3. 17:00 | Jaidi 18' | (1 – 0) |       | Sani Abacha Stadion, Kano Nézőszám: 12 000 Játékvezető: Ali Bujsaim (Arab Emirátusok) |

### Egyenes kieséses szakasz
|  |                     |                         |                     |                     |       |                         |                         |                     |                     |                     |               |       |       |
|  | Negyeddöntők        | Negyeddöntők            | Negyeddöntők        |                     |       | Elődöntők               | Elődöntők               | Elődöntők           |                     |                     | Döntő         | Döntő | Döntő |
|  | Negyeddöntők        | Negyeddöntők            | Negyeddöntők        |                     |       | Elődöntők               | Elődöntők               | Elődöntők           |                     |                     | Döntő         | Döntő | Döntő |
|  | február 6. – Accra  |                         |                     |                     |       |                         |                         |                     |                     |                     |               |       |       |
|  |                     |                         |                     |                     |       |                         |                         |                     |                     |                     |               |       |       |
|  | A1                  | Kamerun                 | 2                   |                     |       |                         |                         |                     |                     |                     |               |       |       |
|  | A1                  | Kamerun                 | 2                   | február 10. – Accra |       |                         |                         |                     |                     |                     |               |       |       |
|  | B2                  | Algéria                 | 1                   |                     |       |                         |                         |                     |                     |                     |               |       |       |
|  | B2                  | Algéria                 | 1                   |                     |       | Kamerun                 | Kamerun                 | 3                   |                     |                     |               |       |       |
|  | február 7. – Kano   |                         |                     |                     |       | Kamerun                 | Kamerun                 | 3                   |                     |                     |               |       |       |
|  |                     |                         | Tunézia             | Tunézia             | 0     |                         |                         |                     |                     |                     |               |       |       |
|  | C1                  | Egyiptom                | Tunézia             | Tunézia             | 0     | 0                       |                         |                     |                     |                     |               |       |       |
|  | C1                  | Egyiptom                |                     |                     |       | 0                       | február 13. – Lagos     |                     |                     |                     |               |       |       |
|  | D2                  | Tunézia                 | 1                   |                     |       |                         |                         |                     |                     |                     |               |       |       |
|  | D2                  | Tunézia                 | 1                   |                     |       | Kamerun                 | Kamerun                 | 2 (4)               |                     |                     |               |       |       |
|  | február 6. – Kumasi |                         |                     |                     |       | Kamerun                 | Kamerun                 | 2 (4)               |                     |                     |               |       |       |
|  |                     |                         | Nigéria             | Nigéria             | 2 (3) |                         |                         |                     |                     |                     |               |       |       |
|  | B1                  | Dél-afrikai Köztársaság | Nigéria             | Nigéria             | 2 (3) | 1                       |                         |                     |                     |                     |               |       |       |
|  | B1                  | Dél-afrikai Köztársaság | február 10. – Lagos |                     |       | 1                       |                         |                     |                     |                     |               |       |       |
|  | A2                  | Ghána                   | 0                   |                     |       |                         |                         |                     |                     |                     |               |       |       |
|  | A2                  | Ghána                   | 0                   |                     |       | Dél-afrikai Köztársaság | Dél-afrikai Köztársaság | 0                   | Bronzmérkőzés       | Bronzmérkőzés       | Bronzmérkőzés |       |       |
|  | február 7. – Lagos  |                         |                     |                     |       | Dél-afrikai Köztársaság | Dél-afrikai Köztársaság | 0                   | Bronzmérkőzés       | Bronzmérkőzés       | Bronzmérkőzés |       |       |
|  |                     |                         | Nigéria             | Nigéria             | 2     |                         |                         | február 12. – Accra | február 12. – Accra | február 12. – Accra |               |       |       |
|  | D1                  | Nigéria                 | Nigéria             | Nigéria             | 2     | 2                       |                         | február 12. – Accra | február 12. – Accra | február 12. – Accra |               |       |       |
|  | D1                  | Nigéria                 |                     |                     |       |                         |                         | Tunézia             | Tunézia             | 2 (3)               |               |       |       |
|  | C2                  | Szenegál                | 1                   |                     |       |                         |                         | Tunézia             | Tunézia             | 2 (3)               |               |       |       |
|  | C2                  | Szenegál                | 1                   |                     |       | Dél-afrikai Köztársaság | Dél-afrikai Köztársaság | 2 (4)               |                     |                     |               |       |       |
|  |                     |                         |                     |                     |       | Dél-afrikai Köztársaság | Dél-afrikai Köztársaság | 2 (4)               |                     |                     |               |       |       |

#### Negyeddöntők
| 2000. február 6. 16:00 | Kamerun          | 2 – 1   | Algéria      | Accra Stadion, Accra Nézőszám: 15 000 Játékvezető: Falla Ndoye (Szenegál) |
| 2000. február 6. 16:00 | Eto'o 7' Foé 24' | (2 – 0) | Tasfaout 90' | Accra Stadion, Accra Nézőszám: 15 000 Játékvezető: Falla Ndoye (Szenegál) |

| 2000. február 6. 19:30 | Dél-afrikai Köztársaság | 1 – 0   | Ghána | Kumasi Stadion, Kumasi Nézőszám: 40 000 Játékvezető: Mourad Daami (Tunézia) |
| 2000. február 6. 19:30 | Nomvethe 42'            | (1 – 0) |       | Kumasi Stadion, Kumasi Nézőszám: 40 000 Játékvezető: Mourad Daami (Tunézia) |

| 2000. február 7. 16:00 | Egyiptom | 0 – 1   | Tunézia              | Sani Abacha Stadion, Kano Nézőszám: 12 000 Játékvezető: Alain Sars (Franciaország) |
| 2000. február 7. 16:00 |          | (0 – 1) | Badra 22' (11-esből) | Sani Abacha Stadion, Kano Nézőszám: 12 000 Játékvezető: Alain Sars (Franciaország) |

| 2000. február 7. 19:00 | Nigéria            | 2 – 1 (h.u.)   | Szenegál  | Nemzeti Stadion, Lagos Nézőszám: 60 000 Játékvezető: Felix Tangawarima (Zimbabwe) |
| 2000. február 7. 19:00 | Aghahowa 85' 90+2' | (0 – 1, 1 - 1) | Fadiga 7' | Nemzeti Stadion, Lagos Nézőszám: 60 000 Játékvezető: Felix Tangawarima (Zimbabwe) |

#### Elődöntők
| 2000. február 10. 16:30 | Nigéria          | 2 – 0   | Dél-afrikai Köztársaság | Nemzeti Stadion, Lagos Nézőszám: 40 000 Játékvezető: Gamal Al-Ghandour (Egyiptom) |
| 2000. február 10. 16:30 | Babangida 1' 34' | (2 – 0) |                         | Nemzeti Stadion, Lagos Nézőszám: 40 000 Játékvezető: Gamal Al-Ghandour (Egyiptom) |

| 2000. február 10. 18:30 | Kamerun                  | 3 – 0   | Tunézia | Accra Stadion, Accra Nézőszám: 6 000 Játékvezető: Ali Bujsaim (Arab Emirátusok) |
| 2000. február 10. 18:30 | Olembé 49' 85' Eto'o 81' | (1 – 0) |         | Accra Stadion, Accra Nézőszám: 6 000 Játékvezető: Ali Bujsaim (Arab Emirátusok) |

#### 3. helyért
| 2000. február 12. 16:00 | Dél-afrikai Köztársaság   | 2 – 2 (h.u.)   | Tunézia         | Accra Stadion, Accra Nézőszám: 1 000 Játékvezető: Coffi Codjia (Benin) |
| 2000. február 12. 16:00 | Bartlett 11' Nomvethe 62' | (1 – 1, 2 - 2) | Zitouni 27' 89' | Accra Stadion, Accra Nézőszám: 1 000 Játékvezető: Coffi Codjia (Benin) |

|                                                   |       | 11-esekkel                                 |  |
| Nomvethe Mkhalele Tinkler Bartlett Moshoeu Bapela | 4 – 3 | Chihi Jaziri Gabsi Boukadida Badra Zitouni |  |

#### Döntő
| 2000. február 13. 15:00 | Nigéria               | 2 – 2 (h.u.)   | Kamerun             | Nemzeti Stadion, Lagos Nézőszám: 40 000 Játékvezető: Mourad Daami (Tunézia) |
| 2000. február 13. 15:00 | Chukwu 45' Okocha 47' | (1 – 2, 2 - 2) | Eto'o 26' Mboma 31' | Nemzeti Stadion, Lagos Nézőszám: 40 000 Játékvezető: Mourad Daami (Tunézia) |

|                                  |       | 11-esekkel                 |  |
| Okocha Okpara Kanu Ikpeba Oliseh | 3 – 4 | Mboma Wome Geremi Foé Song |  |

| 2000-es afrikai nemzetek kupája bajnoka: |
| ---------------------------------------- |
| KAMERUN 3. cím                           |

## Gólszerzők
| 5 gól - Shaun Bartlett 4 gól - Samuel Eto'o - Patrick M'Boma 3 gól - Hossam Hassan - Julius Aghahowa - Jay-Jay Okocha 2 gól - Abdelhafid Tasfaout - Ousmane Sanou - Marc-Vivien Foé - Kwame Ayew - Tijjani Babangida - Victor Ikpeba - Henri Camara - Siyabonga Nomvethe - Ali Zitouni | 1 gól - Billel Dziri - Farid Ghazi - Fawzi Moussouni - Ismael Koudou - Alassane Ouédraogo - Raymond Kalla - Tchiressoua Guel - Bonaventure Kalou - Donald-Olivier Sie - Abdel Haleem Ali - Yasser Radwan - Hany Ramzy - Ahmed Salah - Bruno Mbanagoye - Chiva Nzigou - Otto Addo - Salaheddine Bassir - Raphael Chukwu - Finidi George - Khalilou Fadiga - Salif Keita - Abdoulaye Mbaye | - Pape Sarr - Dumisa Ngobe - Lantame Ouadja - Massamasso Tchangai - Walid Azaiez - Khaled Badra - Radhi Jaidi - Adel Sellimi - Kalusha Bwalya - Laughter Chilembi - Dennis Lota |

## Külső hivatkozások
- Részletek az RSSSF.com-on